# بيتر إميل بيكر
بيتر إميل بيكر (بالألمانية: Peter Emil Becker)‏ هو عالم وراثة وطبيب نفسي ألماني، ولد في 23 نوفمبر 1908 في هامبورغ في ألمانيا، وتوفي في 7 أكتوبر 2000 في غوتينغن في ألمانيا.